# Iris Verhoek
Iris Verhoek (Sliedrecht, 12 september 2001) is een Nederlands zangeres die in 2017 het zesde seizoen van The Voice Kids won.

## Biografie
In 2011 won Verhoek al het Zeewoldse kindersongfestival en speelde Keesie in de musical Kruimeltje. In 2012 maakt musicalproducent Albert Verlinde bekend dat Verhoek een van de hoofdrolspeelsters is van de musical Annie.
Toen Verhoek twaalf was, deed ze ook al mee aan The Voice Kids seizoen 3. Toen redde ze de finale niet. 
In 2017 was ze weer deelnemer aan The Voice Kids. Op 21 april 2017 won ze de finale. Haar eerste single Battlecry, kwam op 13 oktober 2017 uit. 